# Мој свијет
„Мој свијет“ (на български: Моят свят) е песен на черногорския певец Сергей Четкович, с която ще представи Черна гора на „Евровизия 2014“. Премиерата ѝ се състои на 9 март 2014 година в специално предаване по националната телевизия на страната.
Процедурата по записване на песента е извършена в Белград. Записана е в две версии, на черногорски и английски. Не е окончателно решено кой вариант ще бъде изпратен на конкурса.
Видеоклипът към песента е заснет на различни места в Черна гора. Негов режисьор е Александър Керекеш.
„Предполагам, че бихте описали „Мој свијет” като евровизионна песен, но в същото време тя представя мен и моят стил. Наистина съм развълнуван, но нямам никакви опасения, защото мисля, че публиката ще приеме песента положително”, казва певецът за песента си. Той ще излезе в първия полуфинал на конкурса, който ще се проведе на 6 май 2014 година.